# Данні Блінд
Да́нні Блінд (нід. Danny Blind, нар. 1 серпня 1961, Ост-Соубург) — колишній нідерландський футболіст, який грав на позиції захисника. Відомий, зокрема, виступами за «Аякс», роттердамську «Спарту», а також національну збірну Нідерландів. Надалі — футбольний тренер.

## Клубна кар'єра
На професійному рівні в футболі Блінд дебютував 29 серпня 1979 року за «Спарту» з Роттердама. За цей клуб він відіграв сім сезонів на позиції правого захисника, доки в липні 1986 року його не підписав «Аякс», який тоді тренував Йоган Кройф. Там Данні почали ставити на позицію опорного захисника. Однак прихід Данні Блінда в нову команду став неприємним сюрпризом для тодішньої суперзірки «Аяксу» Марко ван Бастена, який вважав суму трансферу непомірно великою як для відносно невідомого захисника з такого невеликого клубу як «Спарта». З «Аяксом» Данні зібрав разючу кількість титулів, вигравши три головні трофеії УЄФА: Кубок кубків 1986-87, Кубок УЄФА 1991–92, Лігу чемпіонів 1994–95. На Міжконтинентальному кубку 1995 його гол у серії післяматчевих пенальті став вирішальним у переможному протистоянні проти «Греміу». Також Блінд двічі відзначився на 65-й та 69-й хвилинах матчу-відповіді Суперкубка УЄФА 1995 проти «Реала Сарагоси». Крім цього він 5 разів ставав чемпіоном та 4 рази здобував кубок Нідерландів. Кар'єру гравця Данні завершив 16 травня 1999 року.

## Кар'єра тренера
З 14 березня 2005-го по 10 травня 2006 року Данні Блінд був тренером «Аякса». Під його керівництвом команда здобула кубок Нідерландів сезону 2005-06 та Суперкубок Нідерландів 2005 року. В сезоні 2007-08 він працював спортивним директором «Спарти». 15 травня 2008-го він повернувся Амстердам на посаду спортивного директора «Аяксу», але скоро став асистентом головного тренера. 1 липня 2015 року Блінд змінив Гуса Хіддінка на посаді головного тренера збірної Нідерландів.

## Титули та досягнення

### Гравець
«Аякс»
- Чемпіонат Нідерландів
  - Чемпіон (5): 1989-90, 1993-94, 1994-95, 1995-96, 1997-98
  - Срібний призер (5): 1986-87, 1987-88, 1988-89, 1990-91, 1991-92
  - Бронзовий призер (1): 1992-93
- Кубок Нідерландів
  - Володар (4): 1986-87, 1991-92, 1997-98, 1998-99
- Суперкубок Нідерландів
  - Володар (3): 1993, 1994, 1995
- Кубок володарів кубків
  - Володар (1): 1986–87
  - Фіналіст (1): 1987–88
- Кубок УЄФА
  - Володар (1): 1991–92
- Ліга чемпіонів УЄФА
  - Переможець (1): 1994–95
- Суперкубок УЄФА
  - Володар (1): 1995
- Міжконтинентальний кубок
  - Володар (1): 1995

 Збірна Нідерландів
- Чемпіонат Європи
  - Бронзовий призер (1): 1992

### Тренер
«Аякс»
- Кубок Нідерландів
  - Володар (1): 2005-06
- Суперкубок Нідерландів
  - Володар (1): 2005